# Франсиско Висенте Агилера
Франсиско Висенте Агилера (на испански: Francisco Vicente Aguilera) е кубински революционер, участник в Десетгодишната война срещу испанското владичество. Става известен като богат земевладелец, отдал състоянието си за каузата за освобождението на родината си.

## Биография
Агилера наследява цяло състояние от баща си и през 1867 г. става най-богатият земевладелец в източна Куба, притежаващ огромни имения, захарни мелници, добитък и роби (въпреки че самият той не купува роби, които редовно се докарват от африканския бряг за продажба ги наследява).
Със съпругата си има десет деца. Учи в университета в Хавана, получавайки бакалавърска степен по право.
Пътува в много страни, включително САЩ, Франция, Англия и Италия. По време на пътуванията си е привлечен от прогресивни идеи.
През 1851 г. на 30-годишна възраст, Агилера се присъединява към антиколониалното движение на Хоакин де Агуеро в Камагуей. Той ръководи антииспанско въстание, което започва в Баямо през 1867 г. и е избран за лидер на местния революционен комитет, който включва също Франсиско Масео и Педро Фигередо. Тази борба кулминира с "вика от Яра" - обявяването на независимост на 10 октомври 1868 г. под ръководството на плантатора и адвокат Карлос Мануел де Сеспедес, с което започва Десетгодишната война от 1868 – 1878 г. Агилера иска да забави въстанието, докато не бъдат събрани достатъчно средства, но отстъпва на Сеспедес.
Агилера влиза в националното правителство на първата независима кубинска република, създадена през 1869 г. Заема редица постове в кубинската армия – генерал-майор, министър на войната, вицепрезидент на републиката и главнокомандващ на Източния окръг. По време на командването на армията се отличава със смелост, лично участва в много битки и сблъсъци.
След избухването на войната Агилера освобождава всичките си 500 роби, което е незаконно действие според испанското законодателство, и набира много от тях в редиците на своята армия, за да отвоюва град Баямо от испанците.
През 1871 г. Франсиско Висенте Агилера е изпратен в Ню Йорк, за да събере средства за организиране на помощ за Кубинската република. Там той умира от рак на гърлото на 22 февруари 1877 г.
Останките му са пренесени в родния му град Баямо през 1910 г. Република Куба изобразява Агилера върху банкнотата от 100 кубински песо.